# Yūma Suzuki
Yūma Suzuki (japanisch 鈴木 優磨 Suzuki Yūma; * 26. April 1996 in Choshi) ist ein japanischer Fußballspieler.

## Karriere
Suzuki erlernte das Fußballspielen in der Jugendmannschaft des Erstligisten Kashima Antlers und wurde dort 2015 in den Profikader aufgenommen. Kurzzeitig spielt er dann leihweise bei der J.League U-22 Selection in der J3 League. 2016 wurde Suzuki japanischer Meister sowie Pokalsieger und gewann 2018 die AFC Champions League. Im Juli 2019 wechselte er zum VV St. Truiden nach Belgien und kam dort während zweieinhalb Saisons auf 26 Treffer in 69 Erstligaspielen. Anfang des Jahres 2022 kehrte Suzuki dann zu den Antlers zurück.

## Erfolge
Kashima Antlers
- Japanischer Ligapokalsieger: 2015
- Japanischer Meister: 2016
- Japanischer Pokalsieger: 2016
- AFC-Champions-League-Sieger: 2018

## Sonstiges
Sein älterer Brüder Shōta (* 1993) ist ebenfalls Fußballprofi und spielt aktuell für den Drittligisten Iwaki FC.